# Patriarcha alexandrijský
Patriarcha Alexandrie je arcibiskup Alexandrie, Egypt. Historicky tento úřad zahrnoval označení „papež“ (etymologicky „otec“, jako „opat“).
Alexandrijský episkopát byl uctíván jako jeden ze tří hlavních biskupských stolců (spolu s Římem a Antiochií) předtím, než Konstantinopol a Jeruzalém získaly podobný status (v roce 381 a 451). Alexandrijská rada povýšila Alexandrii na faktický arcibiskupský stav a tento stav byl ratifikován Canonem šest První rady Nicaea, který stanovil, že všechny egyptské biskupské provincie byly podřízeny metropolitnímu stolci Alexandrie. V šestém století, těchto pět arcibiskupů byl formálně udělený titul „patriarcha“ a byl následovně známý jako Pentarchie.
Kvůli několika rozkolům uvnitř křesťanství si titul alexandrijského patriarchy v současnosti nárokují různé církve (z nichž dvě jsou součástí katolické církve) a drží jej čtyři osoby: koptský ortodoxní patriarcha z Alexandrie, řecký ortodoxní patriarcha z Alexandrie, melchitský patriarcha Antiochie, Alexandrie, Jeruzaléma a celého Východu a koptský katolický patriarchát Alexandrie . Každá z příslušných církví považuje svého patriarchu za nástupce původních raných alexandrijských biskupů.  Titul také dříve držel latinský patriarcha Alexandrie . Drtivá většina populace křesťanů v Alexandrii a Egyptě, stejně jako téměř všechny egyptské klášterní komunity, jsou součástí koptského ortodoxního patriarchátu Alexandrie.
„Papež“ bylo označení pro arcibiskupa Alexandrie a patriarchu Afriky v Stolici svatého Marka.[rozpor] Tento úřad historicky držel titul papeže – „Παπας“ (papas), což v řečtině a koptštině znamená „otec“ – od té doby, co papež Heraclas Alexandrijský, 13. alexandrinský biskup (227–248), byl prvním spojit „papeže“ s titulem alexandrijského biskupa.

## Charakteristika
Slovo papež pochází z řeckého πάππας „otec“. V raných staletích křesťanství byl tento titul neformálně (zejména na východě) aplikován na všechny biskupy a další vyšší duchovní. Na západě to začalo být používáno zejména pro římského biskupa (spíše než pro biskupy obecně) v šestém století; v roce 1075 vydal papež Řehoř VII. deklaraci, která byla široce interpretována jako prohlášení o této do té doby ustavené úmluvy.     V šestém století to byla také běžná praxe v císařské kanceláři v Konstantinopoli.

## Nárok na titul
Latinský patriarcha Alexandrie byl hlavou titulárního patriarchálního stolce Alexandrie katolické církve, zřízeného papežem Inocencem III. Titul naposledy držel Luca Ermenegildo Pasetto až do své smrti v roce 1954; zůstal prázdný až do jeho zrušení jako latinského kostela v roce 1964.
Řecký pravoslavný patriarcha Alexandrie a celé Afriky vede Řeckou pravoslavnou církev Alexandrie. Jeho plný titul je „Jeho Božská Blaženost papež a patriarcha Velkého města Alexandrie, Libye, Pentapolis, Etiopie, celého Egypta a celé Afriky, Otec otců, Pastýř pastýřů, Prelát prelátů, Třináctý z apoštolů a Soudce vesmíru“.
Antiochijský patriarcha řecko-melkitských, který vede melchitskou řeckokatolickou církev ve společenství se Svatým stolcem, má také tituly titulárního patriarchy Alexandrie řecko-melkitských a titulárního jeruzalémského patriarchy řecko-melkitských.
Alexandrijský patriarcha Koptů vede koptskou katolickou církev ve společenství se Svatým stolcem.